# Милан Ст. Протић
Милан Стојан Протић (Београд, 28. јул 1957) јесте српски историчар, правник, писац и бивши политичар. У политичкој и дипломатској каријери, обављао је функцију председника Скупштине града Београда, тј. градоначелника, амбасадора СР Југославије у САД и амбасадора Србије у Швајцарској и Лихтенштајну.

## Порекло и породица
Његов отац Стојан Протић био је новинар, уредник спортске рубрике Политике експрес и радио је у згради Политике у Македонској улици, недалеко од Влајковићеве улице у којој су становали. Са очеве стране, Милан је праунук Стојана Протића, првог председника Министарског савета Краљевине Срба, Хрвата и Словенаца и првака Народне радикалне странке.
Мајка Љиљана се касније удала за Антуна Џонија Рачића, унука Николе Пашића, кога је крстио др Милан Стојадиновић, председник Министарског савета Краљевине Југославије и оснивач Југословенске радикалне заједнице. О Рачићу је Протић написао књигу Пепео над морем, у којој поред његове биографије, даје описе заједничких дружења и разговора, из којих показује утицај очуха на његово сазревање.

## Образовање
По завршетку Треће београдске гимназије, уписао је студије права на Правном факултету Универзитета у Београду. Дипломирао је 1980. године на правно-филозофском смеру код професора Радомира Лукића.
Магистрирао је 1982. године на Одељењу за модерну европску историју на Универзитету Калифорније у Санта Барбари (САД). Ту је и докторирао 1987. године, код професора Димитрија Мите Ђорђевића, члана ван радног састава Српске академије наука и уметности.

## Академска каријера
По стицању магистарске титуле, постао је асистент на Универзитету Калифорније и тамо радио до 1984. године. Наредне године је постао истраживач сарадник Балканолошког института САНУ, по препоруци његовог оснивача и директора академика др Васа Чубриловића. Од 1991. до 2017. године, радио је као научни сарадник на институту.
Радио је и као професор по позиву на својој матичној катедри Универзитета Калифорније током школске 1991/1992. године., када је одлучио да се врати у Београд и укључи у политичка дешавања.
Од 1995. до 1998. био је директор Центра за српске студије у Београду.
Био је директор и предавач на Академији за дипломатију и безбедност у Београду (2007/2008).
Као гостујући предавач, био је ангажован на Универзитету у Торонту, Хувер Институту у Станфорду, Универзитету у Паризу IV, Кембриџ Универзитету, Лондонској школи за економију, Џон Ф. Кенеди школи при Харвард универзитету, Фондацији Оназис у Атини, Џорџтаун универзитету у Вашингтону, Универзитету у Солуну, конференцији о хришћанско-исламском политичком дијалогу у Истанбулу, летњем семинару Харвард-Јејл...

## Политичка делатност
Укључио се у политички живот одмах по повратку из Сједињених Америчких Држава. У том тренутку, познавао је већину опозиционих лидера, међу којима су били др Зоран Ђинђић и Војислав Коштуница, на чији предлог и улази у страначки живот.
Постао је један од оснивача Демократске странке Србије 1992. године и члан њеног Главног одбора. Учествовао је у писању првог програма странке, али ју је напустио због одсуства солидарности са Вуком Драшковићем, лидером Српског покрета обнове, након што га је полиција претукла.
Од оснивања опозиционе коалиције Савез за промене 1998. године, постао је члан Председништва коалиције.
Одбио је предлог Весне Пешић да преузме председништво над Грађанским савезом Србије, када је она одлучила да се повуче са његовог чела 1999. године. Уместо тога, помогао је Горану Свилановићу да преузме водећу функцију у тој странци. Придружио се Новој Србији и био њен копредседник од 1999. до 2000. године.
Био је члан Председништва Демократске опозиције Србије (ДОС) 2000. године. На савезним изборима 24. септембра 2000. године је био носилац изборне листе "ДОС - др Војислав Коштуница" у изборној јединици Нови Београд-Земун и кандидат за одборника Скупштине града Београда. Тада је постао савезни посланик у Већу грађана Скупштине Савезне Републике Југославије и градски одборник.
У демонстрацијама 5. октобра 2000. године, када је срушена власт Слободана Милошевића, Протић је држао говор испред зграде Савезне скупштине, након чега су се демонстранти сукобили са полицијом и заузели скупштинску зграду. Током вечерњих часова, лидери ДОС-а су одржали седницу Скупштине града у Старом двору и изабрали Протића за њеног председника, што је заправо била функција у рангу градоначелника Београда. Протић је остао на тој функцији до 20. марта 2001. године.
Од 2001. до 2010. године, Протић је био заменик председника Демохришћанске странке Србије. Странци је приступио због пријатељства са њеним председником Владаном Батићем, а напустио ју је непосредно по његовој смрти.
Кратко је током 2003. године обављао дужност директора Дирекције за дијаспору Владе Републике Србије, а био је и стручни саветник Уставне комисије Народне скупштине Републике Србије 2004. године.

## Дипломатска каријера
Протић је био амбасадор Савезне Републике Југославије у САД, од фебруара до августа 2001. године. Формални разлог смене са места амбасадора јесте што је за патријарха Павла приредио пријем у амбасади, у оквиру кога су просторије амбасаде освештане, а што је према оцени министра спољних послова Горана Свилановића наводно било неспојиво са принципом одвојености цркве и државе.
Амбасадор Републике Србије у Швајцарској и Лихтенштајну је био од 2009. до 2014. године.

## Појављивања у серији и на филму
У једној епизоди серије Отворена врата, Протић се појављује на самом крају и игра самог себе.
У филму Душана Ковачевића Професионалац из 2003. године, појављује се у једној сцени заједно са Предрагом Марковићем.

## Лични живот
Ожењен је и има три кћерке.
Поред матерњега српског, течно говори енглески и француски језик. Од малих ногу је учио француски језик и велики је франкофил. Један од узора у франкофилству му је био Јован Дучић којега изузетно цени, а који му је послужио као инспирација за путописну књигу о Швајцарској Земља Виљема Тела.
Навијач је Црвене звезде.
Велики је љубитељ уметности, а посебно воли књижевност и филм. Омиљени филм му је Ловац на јелене.

## Дела
Ст. Протић је раније писао углавном историјске анализе. Од 2010-их је почео да пише и белетристику. Све публикације углавном је писао у ћириличком писму, али је само Пун круг Л. Д. Троцког издао на гајици, како тврди, из личних разлога.
Аутор је образовне телевизијске серије Мала српска читанка.

### Историографска дела
- Радикали у Србији — идеје и покрет 1881—1903. (1990)
- Успон и пад српске идеје (1994, 1995)
- Огледи о распаду Југославије (1995)
- Ми и они (1996)
- Нова историја српског народа
- Изневерена револуција — 5. октобар 2000. (2005)
- Изневерена револуција 2 - Лица и наличја (2006)
- Разумети историју и други есеји (2015)
- Велика илузија. Живот и смрт Југославије (2016)

### Белетристика
- Синајско јеванђеље (2017)
- Земља Виљема Тела (2018)
- Пун круг Л. Д. Троцког (2019)
- Роман о пораженима (2021)
- Име јој је Глорија (2024)[7]